# Lehigh Acres
Lehigh Acres ist ein census-designated place (CDP) im Lee County im US-Bundesstaat Florida. Das U.S. Census Bureau hat bei der Volkszählung 2020 eine Einwohnerzahl von 114.287 ermittelt.

## Geographie
Fort Myers grenzt unmittelbar westlich an Lehigh Acres. Der CDP wird von der Florida State Road 82 durchquert. Tampa und Miami liegen jeweils etwa 200 Kilometer entfernt.

## Geschichte
1954 fanden auf dem Gebiet der Lucky Lee Ranch die ersten Ansiedlungen des späteren Lehigh Acres statt. Zunächst waren es überwiegend Rentner, die sich hier ansiedelten, später kamen aufgrund des Arbeitsplatzangebots in Fort Myers und Umgebung viele Familien mit mittleren Einkommen dazu. Auch viele Deutsche haben sich in den letzten zwanzig Jahren hier einen zweiten Wohnsitz zugelegt. Das Siedlungsgebiet gehörte bis vor kurzem zu den am schnellsten wachsenden Communities in Florida. Aufgrund der Finanzkrise und des schwachen Dollars sanken die Hauspreise bis zu 50 % ihres ursprünglichen Wertes. Es gibt seit 2008 einen Trend zur erzwungenen Hausaufgabe und damit erheblichen Leerstand, der zum Teil schon zu Vandalismus und Verwahrlosung geführt hat. Die Einwohner beginnen nun, sich in Bürgergruppen zu organisieren, um dem weiteren Verfall ihres Wohnorts entgegenzutreten.
Um aus dem Tief der Hauspreismisere wieder herauszukommen, wird die örtliche Handelskammer für Lehigh Acres das Stadtrecht beantragen, um so eine größere planerische Selbständigkeit im erwarteten neuen Aufschwung zu erhalten.

## Demographische Daten
Laut der Volkszählung 2010 verteilten sich die damaligen 86.784 Einwohner auf 38.995 Haushalte. Die Bevölkerungsdichte lag bei 353,1 Einw./km². 67,5 % der Bevölkerung bezeichneten sich als Weiße, 19,3 % als Afroamerikaner, 0,4 % als Indianer und 1,2 % als Asian Americans. 8,4 % gaben die Angehörigkeit zu einer anderen Ethnie und 3,3 % zu mehreren Ethnien an. 34,3 % der Bevölkerung bestand aus Hispanics oder Latinos.
Im Jahr 2010 lebten in 45,0 % aller Haushalte Kinder unter 18 Jahren sowie 22,7 % aller Haushalte Personen mit mindestens 65 Jahren. 75,4 % der Haushalte waren Familienhaushalte (bestehend aus verheirateten Paaren mit oder ohne Nachkommen bzw. einem Elternteil mit Nachkomme). Die durchschnittliche Größe eines Haushalts lag bei 2,97 Personen und die durchschnittliche Familiengröße bei 3,33 Personen.
32,9 % der Bevölkerung waren jünger als 20 Jahre, 28,3 % waren 20 bis 39 Jahre alt, 24,1 % waren 40 bis 59 Jahre alt und 14,7 % waren mindestens 60 Jahre alt. Das mittlere Alter betrug 32 Jahre. 49,2 % der Bevölkerung waren männlich und 50,8 % weiblich.
Das durchschnittliche Jahreseinkommen lag bei 44.042 $, dabei lebten 18,2 % der Bevölkerung unter der Armutsgrenze.
Im Jahr 2000 war Englisch die Muttersprache von 84,52 % der Bevölkerung, spanisch sprachen 11,81 % und 3,67 % hatten eine andere Muttersprache.

## Persönlichkeiten
- Jeremiah Davis (* 2001), Weitspringer